# Кроа де ла Рошет
Кроа де ла Рошет (фр. Croix-de-la-Rochette) насеље је и општина у источној Француској у региону Рона-Алпи, у департману Савоја која припада префектури Шамбери.
По подацима из 2011. године у општини је живело 310 становника, а густина насељености је износила 101,97 становника/km². Општина се простире на површини од 3,04 km². Налази се на средњој надморској висини од 350 метара (максималној 811 m, а минималној 313 m).

## Демографија
| 1962. | 1968. | 1975. | 1982. | 1990. | 1999. | 2011. |
| ----- | ----- | ----- | ----- | ----- | ----- | ----- |
| 204   | 211   | 205   | 150   | 186   | 181   | 310   |

График промене броја становника у току последњих година